# Goguette des Animaux
La goguette des Animaux appelée également goguette de la Ménagerie est une célèbre goguette parisienne fondée par Charles Gille en 1839.
Ses membres qui se font appeler les animaux sont tous de sexe masculin et s'affublent de sobriquets en rapport avec le nom de leur goguette : Charles Gille est le Moucheron, Landragin le Chameau, Gustave Leroy le Coq-d'Inde, Fontenelle le Loup, etc.
Tout un jargon en rapport est utilisé. Ainsi le président a pour cri de rappel à l'ordre Carter ! nom d'un célèbre dompteur de l'époque.
Les femmes ne sont admises qu'en qualité de visiteuses sous le nom de Fauvettes.

## Historique
Cette goguette fortement politisée dut déménager de nombreuses fois. En 1845 elle se réunit chez un marchand de vin de la rue de la Vannerie.
Elle finit par être dissoute par les autorités en 1846.
À cette occasion ses membres sont arrêtés. Son président et fondateur Charles Gille, condamné pour « activités illégales », est enfermé six mois à la prison de Sainte-Pélagie,.
Cette goguette n'a pas été la première à affubler ses membres de noms d'animaux. La Société des Bêtes dont Marc-Antoine-Madeleine Désaugiers fit partie parait avoir connu avant le même genre de pratique.

## Le baptême des Animaux

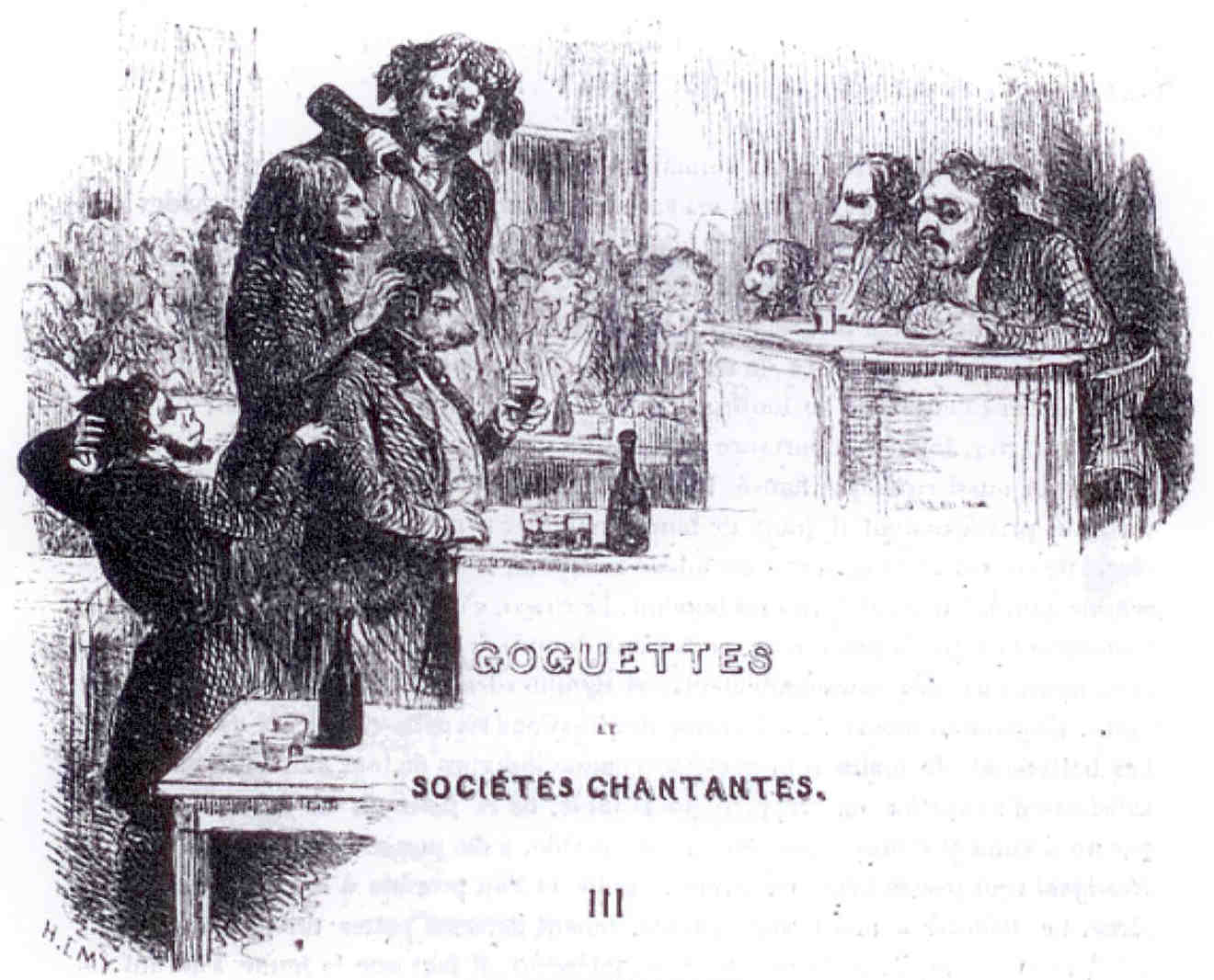
Le baptême des Animaux vu par Henri Emy.

Eugène Baillet écrit en 1884 :
En 1846, époque où les Animaux, après avoir subi, à différentes reprises, de longs mois de silence forcé, commencèrent à se disperser, ils étaient plus de cinq cents à avoir reçu le baptême, car il y avait un baptême. Il était civil, incivil, aquatique et vinicole. Cette cérémonie était joyeuse : il fallait bien penser que la gaité avait sa place dans des réunions composées en grande partie d'hommes de vingt à trente ans.
Le grand prêtre, – c'était un grand et beau garçon nommé Ernest Richard de son nom de bête le Lézard, – officiait de la façon suivante :
Le récipiendaire s'avançait escorté de ses deux parrains, au milieu d'une salle où l'attendait le grand prêtre monté sur un escabeau, le président et quelques sociétaires. Le néophyte était placé devant l'officiant et lui tournait le dos. Ce dernier étendait la main comme pour bénir la nouvelle bête et l'un des deux officiants parrains présentait à son filleul un verre plein. Au moment où celui-ci allait le saisir, le grand prêtre s'en emparait et en même temps versait de la main gauche le contenu d'une carafe remplie d'eau qu'il tenait cachée, sur la tête du camarade qui se retournait tout surpris et apercevait le Lézard qui buvait le verre de vin ; les rires éclataient, le président s'avançait vers le néophyte et lui tendait la main en disant : apprends, mon cher, que Beaumarchais a raison.
En lui donnant l'accolade fraternelle, il continuait : il n'y a rien de changé en France, il n'y a qu'une bête de plus ! Notre morale est facile, c'est la fraternité. Quand tu auras deux sous, si ton camarade n'en a pas, tu dois lui en donner un ; essuie-toi, et viens trinquer avec nous ! Et l'on rentrait dans la salle de chants, car, je l'ai dit, la cérémonie avait lieu dans une salle particulière et n'avait que des animaux pour témoins.
Les sociétaires de la Ménagerie n'obéissaient à aucun règlement et ne payaient pas de cotisation.

## Descriptions de la goguette desAnimaux
Louis Couailhac écrit en 1844 :
La Société  des Animaux s'est chargée de représenter les instincts brutaux et matériels de notre époque. En y entrant, on prend un nom dans le Dictionnaire d'histoire naturelle ; l'un devient le serpent, l'autre le chien, l'autre l'ours, l'autre le cheval. Le cheval hennit, l'ours grogne, le chien jappe, le serpent siffle. Nous ne chercherons pas tout ce qu'il peut y avoir de fin et d'ingénieux sous ces différentes allégories; pour compléter notre travail, nous devions parler des Animaux. Mais nous craignons bien qu'en copiant La Fontaine et en voulant avoir trop d'esprit, cette société ne finisse par arriver à l'ennui en passant par la prétention ; nos paroles sont peut-être un peu sévères. Mais la librairie a tant abusé dans ces derniers temps du règne animal, on nous a montré des lapins si bêtes, des singes si lourds, et des perroquets si tristement bavards, qu'il est bien permis au public et à moi de conserver un peu de rancune et de défiance pour toute cette exploitation surannée, prosaïque et maladroite des idées d'Esope et de Phèdre.
Marc Fournier écrit en 1845 :
L'HOMME est un animal à deux pieds, sans plumes....
...tout récemment, dans un cabaret borgne de la rue de la Vannerie, des philosophes en blouse et en casquette ressuscitèrent l'axiome posé plus de vingt siècles auparavant sous les portiques athéniens. Mais plus rigoureux que Platon, ils ont accepté bravement le nom de la chose, et, se reconnaissant bêtes, ils se sont appelés Animaux. Cet événement nous paraît devoir dater dans l'histoire des idées, et nous le recommandons à Messieurs de la Sorbonne comme un des plus beaux cas de philosophie cataleptique qu'on ait observé depuis Nabuchodonosor jusqu'à ce jour. La goguette des Animaux est, d'ailleurs, une protestation précieuse contre les subtilités de M. Cousin.
Les philosophes de la rue de la Vannerie n'ont pas craint de reconnaître dans l'homme tous les instincts qui font du roi de la création le plus animal des animaux connus.
« L'homme, ont-ils dit, est un animal de toutes les manières, par la figure comme par les passions. Il embrasse, dans ses variétés innombrables, les quatre grandes divisions zoologiques: il est vautour ou hibou, rat ou lion, vipère ou hareng saur, car nul animal n'est plus animal que l'homme ! »
C'est par suite de ces magnifiques découvertes que le bouchon de la rue de la Vannerie recèle dans la personne de ses habitués une ménagerie qui eût fait pleurer d'attendrissement défunt M. de Jouffroy lui-même. Les Animaux, admettant, d'ailleurs, avec Descartes, toute l'importance du langage philosophique, ont étayé leur système d'un argot aussi riche que figuré. Le président du cénacle s'appelle le Moucheron, en vertu du privilège dont il jouit de bourdonner beaucoup pour ne rien dire. Le marchand de vin chez qui se tient l'assemblée se nomme le Terrier, parce que son local ressemble plutôt à une cave qu'à un boudoir. Le Cricri, c'est le maître des chants, animal monotone et soporifique. Carter, ce fameux dompteur de bêtes féroces, est devenu le plus impérieux des commandements, et signifie silence ! La séance s'ouvre par ces mots : La grille est ouverte ! La formule des libations est celle-ci : Du vin dans les auges ! Les battements de mains sont proscrits comme indignes de tout animal honnête, et la satisfaction s'exprime en frappant sur la table, de la patte ou du sabot. Le visiteur, par un sentiment d'hospitalité fort remarquable, a été nommé Rossignol. Quand un Rossignol veut passer bête, on ferme la grille et l'on procède à la cérémonie du baptême. Le Moucheron monte sur la table, tenant dans ses pattes un verre de trois-six médiocrement coupé, et le néophyte est introduit. Il faut que le jeune aspirant vide l'auge sans la plus légère grimace, en récompense de quoi le Lion lui impose les griffes et le Sapajou le consacre au râtelier par un geste sublime, ce geste qui déploie si bien les grâces du gamin de Paris ! La cérémonie se termine par une aspersion d'eau fraîche que le nouvel animal reçoit sur les oreilles, après quoi on l'émancipe par ces mots : Vu, tu es bête ! – Les Animaux, pensant avec Figaro que la femme est une créature aussi décevante que perfide, ne lui infligent jamais le baptême et ne l'admettant qu'à titre de visiteuse sous le pseudonyme de Fauvette. Du reste, comme toutes les sociétés plus ou moins symboliques, celle des Animaux a son rituel et ses mystères, dont on peut voir les traces dans quelques rimes de leurs chansons.
De bons principes tous imbus,

Et du progrès suivant la marche,

Nous fondons une nouvelle arche,

Dans le déluge des abus.